# Elastic
Pour les articles homonymes, voir Delvaux.
Elastic, de son vrai nom Stéphane Delvaux, est un humoriste visuel et burlesque belge né le 13 octobre 1971. Cet artiste a été programmé dans de nombreux centres culturels, théâtres et festivals à travers le monde. Il est également passé à plusieurs reprises dans des émissions télévisées telles que Le Plus Grand Cabaret du monde sur France 2, Les Stars du Rire également sur France 2 mais aussi au Crazy-Horse de Paris ou encore dans Signé Taloche sur RTBF.

## Biographie
C’est avec le duo de clowns Elastique et Bigoudi que Stéphane fait ses débuts sur les planches en 1986 avec son jeune frère Thomas. Durant cinq années, le duo clownesque participe à divers festivals. Ils remportent notamment, en 1988, la troisième place (La Piste de Bronze) au festival de cirque La Piste aux Espoirs de Tournai, festival parrainé par le célèbre clown Annie Fratellini. 
À la suite de ce concours, il entame un stage de cirque à l’École Nationale d’Annie Fratellini puis un autre stage de formation clownesque donnée par Pierre Byland en Suisse.
En 1990, les deux frères atteignent la grande finale de l’émission télévisuelle Tête d’Affiche lors de laquelle ils obtiennent la 4e place.
En 1992, Stéphane quitte le duo pour se lancer dans un seul en scène avec un nouvel univers, complètement visuel, mais toujours sous le pseudonyme d’Elastic. 
Avec ce personnage burlesque et son humour visuel, Elastic ne tarde pas à passer les frontières pour se produire aussi à l’international. Il participe à de nombreux festivals d’humour dont les Festivals du Rire de Rochefort en Belgique, de Lava au Canada et de Tournon-sur-Rhône en France. 
En 2001, il crée le spectacle de rue The Gag Man avec lequel il parcourt différents festivals de rue. L’année suivante, il reçoit le prix spécial Annie Fratellini lors de la 15e édition du festival du cirque de La Piste aux Espoirs de Tournai.
En 2004, Elastic fait son premier passage dans l’émission Signé Taloche des Frères Taloche à la télévision belge sur RTBF.
C’est en 2005 que Stéphane crée son spectacle de salle intitulé Artisto !, composé de quatre-vingts minutes de numéros d’humour visuel et burlesque. 
En 2006, Elastic est repéré par Patrick Sébastien lors d’une représentation en première partie du spectacle de Virginie Hocq. C’est ainsi qu’il est invité dans l’émission de télévision Le Plus Grand Cabaret du monde de Patrick Sébastien sur France 2 le 31 décembre 2006 (rediffusé 2 mois plus tard), ainsi que dans le Best Off des plus beaux numéros visuel de l’année en août 2007. À la suite de cette rencontre, Patrick Sébastien propose à Stéphane, en mars 2007, de se produire en avant-première de son spectacle sur la grande scène du Casino de Paris. 
En septembre de la même année Elastic fait un passage au Congrès de Magie FFAP d’Angers. Le 31 décembre 2007, Elastic présente un nouveau numéro pour son deuxième passage dans Le Plus Grand Cabaret du monde sur son 31 sur France 2.
Durant l’année 2008, Elastic rejoint ponctuellement la programmation du cabaret « Crazy-Horse de Paris ».
Le 4 janvier 2009, l’intégralité du spectacle « Artisto ! » est diffusé sur la chaine télévisée belge La Deux avec une audience de 22 266 personnes. La même année, il intègre la programmation du festival Juste pour rire de Montréal. Il obtient également le Prix du Jury et le Prix du Public au festival Sur Prize/Carambolage à Bolzano en Italie. Le 2 octobre 2009, Elastic est de passage dans l’émission Signé Taloche, diffusée sur La Une aux côtés de Bruno Coppens et d’autres artistes.
C’est en janvier 2010 que Patrick Sébastien l’accueille pour la troisième fois dans son émission Le Plus Grand Cabaret du monde sur France 2. Toujours sur la même chaine, Elastic est également invité pour un passage dans l’émission Les Stars du Rire de Patrick Sabatier. 
C’est également cette année-là qu’Elastic participe pour la première fois au Festival d’Avignon au Théâtre Le Paris.
Le 9 mai 2011, il participe à l’émission Signé Taloche en direct de Média Rives pour l’inauguration du nouveau studio télévisé de la RTBF à Liège.
En octobre 2011, Elastic collabore encore avec les Frères Taloche en participant à la première édition du VOO Rire à Liège.
L’année suivante, Elastic est présent pour la deuxième fois au Festival d’Avignon avec son spectacle Artisto ! au Théâtre Monte Charges. Il intègre, la même année, la tournée du « Crazy-Horse de Paris » et est de passage à la télévision espagnole Telecinco dans l'émission Cabaret Olé le 14 novembre 2012. Il est aussi à l’affiche du Festival Rire sur la Ville de François Pirette à  Charleroi en novembre 2012.
En 2013, Elastic participe à divers festivals de rue dont le Festival Waves au Danemark. Au début du mois de novembre, Elastic est également invité dans la programmation de la Daidogei World Cup festival à Shizuoka, au Japon.

## Télévision
- 1990 : Concours « Tête d’Affiche »
- 2004, 2009, et 2011 : Signé Taloche sur La Une  (Belgique)
- 2006, 2007 et 2010 : Le Plus Grand Cabaret du monde de P. Sébastien sur France 2
- 31 juillet 2009 : Die Aktuelle Schaubude sur la Télévision Allemande NDR
- 2010 : Les Stars du Rire présenté par Patrick Sabatier sur France 2
- 2012 : Rire sur la Ville avec François Pirette sur  RTL TVI (Belgique)
- 14 novembre 2012 : Cabaret Olé sur Telecinco (Espagne)
- Les Coups d’Humours sur TF1 (France)
- Les Coups de Cœurs d’Alain Morisot sur TsR1 (Suisse)
- Zomerkuren de la BRTN (Belgique)
- Bon Week-End de la RTBF(Belgique)
- Tour de Chance de la RTBF(Belgique)
- 2019 : Česko Slovensko má talent sur TV JOJ (Slovaquie)

## Festivals
- 1995 : Festival International du Rire de Rochefort (Belgique)
- 2003 : Festival du rire Les Embuscades à Cossé-Le-Vivien (France)
- 2007 : Festival International du Rire de Houthalen (Belgique)
- 2008 : Festival Les Larmes du Rire à Epinal (France)
- 2009 : Festival Carambolage - European Cabaret Competition (Italie)
- 2009 : Festival Juste Pour Rire de Montréal (Canada)
- 2010 : Festival d’Avignon au Théâtre Le Paris(France)
- 2011 : Festival Voo Rire des Frères Taloches à Liège (Belgique)
- 2012 : Festival d’Avignon de Théâtre Monte Charge (France)
- 2013 : Festival Rire sur la Ville de François Pirette à Charleroi (Belgique)
- 2013 : Festival International  des Arts de la Rue  de Chassepierre (Belgique)
- 2013 : « Waves Festival » à Vordingborg (Danemark)
- 2013 : « Veregra Street Festival » de Montegranaro (Italie)
- 2013 : Festival International des Imitateurs de Tournai
- Festival Humorologie à Marke-Kortrijk (Belgique)
- Festival du Rire de Morges-sous-Rire à Morges (Suisse)
- Festival du Rire de Laval qui rit (Canada)
- Festival du Rire de Tournon sur Rhône (France)

## Récompenses
- 1995 : Prix de la presse au Festival International du Rire de Rochefort (Belgique)
- 1994 : Prix du Public du Festival des Humoristes de Tournon sur Rhône (France)
- 2002 : Prix Annie Fratellini au 15e Festival du Cirque La Piste aux Espoirs de Tournai (Belgique)
- 2005 : Étoile de Bronze du 3e Festival Mondiale du Music-Hall (décembre 2005)
- 2007 : Grand Prix du Jury au Festival International du Rire de Houthalen (Belgique)
- 2009 : Prix du Public et Prix du Jury du Festival Carambolage - European Cabaret Competition (Italie)
- 2e prix du Festival du Rire du Vigan (France)
- 2e Prix du Festival du Rire de Super-Dévoluy (France)
- 2e prix du Festival International du Rire Laval Qui Rit à Montréal (Canada)
- Prix de Magie Comique du Championnat de Belgique
- 1er prix du Festival de Magie de Geel (Belgique)